# Vickie Johnson
Vickie Annette Johnson (Coushatta, 15 aprile 1972) è un'ex cestista e allenatrice di pallacanestro statunitense, professionista nella WNBA.

## Carriera
È stata selezionata dalle New York Liberty come 12ª scelta assoluta all'Elite Draft del Draft WNBA 1997.